# تی‌یس
تی‌یس (به لاتین: Thiès) (به عربی: ثیس) سومین شهر بزرگ سنگال با جمعیتی است که به‌طور رسمی در سال ۲۰۰۵ حدود ۳۲۰۰۰۰ نفر تخمین زده می‌شود. این شهر در ۷۲ کیلومتری شرق داکار در جاده N2 و در محل اتصال خطوط راه‌آهن قرار دارد. داکار، باماکو و سنت لوئیس. این شهر مرکز منطقه تی‌یس و یک شهر صنعتی بزرگ است.

## شهرهای خواهرخوانده
- کان
- زولینگن
- ترویلیو